# Semana Santa en Nicaragua

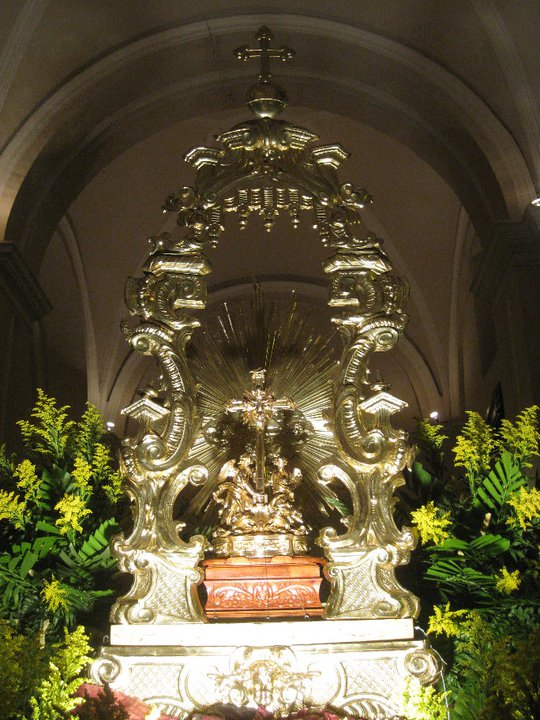
Procesión del Santo Lignum Crucis del Jueves Santo en la Basílica Catedral de León

La celebración de la Semana Santa en Nicaragua es una de las festividades más importantes en ese país de tradición católica.
La conquista española difundió el catolicismo de mano de los misioneros franciscanos y dominicos que se impuso sobre las religiones indígenas. Aun así, el sincretismo religioso de América marcó profundamente las costumbres del pueblo nicaragüense.
Si bien la Semana Santa se celebra en todas las ciudades, las festividades más destacadas son las de Granada y León, capitales turísticas, importantes por su arquitectura colonial, gran cantidad de iglesias de estilo neoclásico y barroco y un abundante patrimonio de imágenes sacras.

## Actividades en los días Santos

### Sábado de Pasión
Durante la tarde del Sábado de Pasión, Vísperas del Domingo de Ramos, en todas las iglesias de Nicaragua se realiza un 'huerto', en el lugar más adecuado. Ahí, se lleva en procesión, una imagen de Jesús denominada 'del triunfo' y se vela durante toda la noche. En este huerto se venden artículos religiosos, comidas y bebidas tradicionales; es amenizado con bailes folclóricos, cantos religiosos y se presentan dramatizaciones sobre la pasión, muerte y resurrección de Jesús.

### Domingo de Ramos
En este día, la Iglesia Católica conmemora, la entrada de Jesús en Jerusalén, montando un burrito y aclamado por la muchedumbre como el Hijo de David; por ello, en vez de la entrada ordinaria, con la procesión de Palmas, inicia la ceremonia eucarística (esta entrada solemne se realiza en la Eucaristía con mayor asistencia de fieles). En la gran mayoría de las iglesias nicaragüenses, la Procesión con "Jesús del triunfo" también conocida como Procesión de las Palmas o de la Burrita, luego de la bendición de palmas y apertura de la Eucaristía, sale del huerto donde, la noche anterior se había velado la imagen y se dirige a la iglesia donde se celebrará la Santa Misa. Esta procesión es característica por los vivas y alabanzas que los fieles entonan a Jesús como el Mesías, el Hijo de David. Al igual que todas las procesiones es acompañada por filarmónicos conocidos popularmente como chicheros. Al llegar al Templo, las palmas son guardadas y la alegría que se presentó en la procesión se vuelve en recogimiento y penitencia con las primeras lecturas, salmo y el Evangelio de la Pasión del Señor. La misa sigue de la forma acostumbrada y concluyen los ritos del Domingo de Ramos.

### Lunes Santo
Conforme avanzan los días santos, los ritos y procesiones, aumentan en simbolismo. En muchos de los templos de Nicaragua se realiza la "Procesión de Ánimas", en la que procesiona un Crucifijo. Esta procesión se hace en rogativa por las almas del Purgatorio.

#### León
En las primeras horas del día, los creyentes de la parroquia de San Felipe Apóstol salen en procesión con la consagrada imagen del Dulce Nombre de Jesús del Consuelo de la Reseña o simplemente Señor de la Reseña, Protector Perpetuo de León, acompañado también por la Imagen de la Virgen Dolorosa, San Juan y las tres Marías. La tradición se remonta al año 1867 en el que un brote de cólera morbus asoló León, especialmente al barrio San Felipe, cuyos habitantes, representados por Mons. Gordiano Carranza, imploraron al Señor el cese de la peste y en agradecimiento prometieron salir en procesión perpetuamente los lunes santos con la imagen del Señor de la Reseña. La mano levantada de la Imagen, es tomada por los fieles, como símbolo del cese de la peste.
Al caer la tarde inicia la procesión de San Benito de Palermo. La devoción por el Santo de origen africano inicia en el año 1807 y es tan grande que llegan a la ciudad peregrinos de todas las regiones del país a pagar promesa por favores recibidos. En honor al santo de piel oscura los fieles visten túnicas blancas e iluminan el camino de la imagen con velas de cebo negro; algunos reparten chicha de maíz en la calle y en la plaza del Santuario Diocesano San Francisco de Asís, otros también reparten en las puertas de sus casas al paso de los devotos. Es tradición que antes y después de salir en procesión, los fieles barran con escobas el templo donde permanece la imagen del santo.

#### Granada
Al caer la noche se realiza la procesión del Buen Pastor que inicia en la Iglesia La Merced.
Desde 1980 se realiza en el lago el tradicional Viacrucis acuático por las Isletas Granadinas, celebración única en su tipo celebrada en un lago de agua dulce.

### Martes Santo
Este día está dedicado a confesiones y celebraciones variadas, la mayoría de las veces, no muy concurridas. 

#### León
Tras un concierto de música sacra en la Basílica Catedral de León se inicia la solemne procesión de San Pedro que recorre el parque Central, acompañado del obispo y algunos monseñores. Al caer la noche, los fieles de la parroquia San Felipe de León, se congregan para salir en procesión con la imponente Imagen del Santo Cristo de las Ánimas. La procesión se realiza en rogativa por las almas del purgatorio.

#### Granada
En Granada, sale del templo de la Merced una procesión portando las imágenes del Jesús del Gran Poder y de la Dolorosa. Jesús anuncia su muerte a sus discípulos

### Miércoles Santo

#### Juigalpa
Por razones pastorales, la diócesis de Juigalpa, celebra la Santa Misa Crismal, en la cual, y con la participación de todo el clero, el obispo bendice los óleos y consagra el crisma que se utilizara durante todo el año. 

#### León
El día es dedicado a la Sangre de Cristo. En algunas parroquias, se procesiona una imagen de la Sangre de Cristo, adornado con elementos tradicionales. En algunas ocasiones, la Consagrada Imagen del Cristo Negro de Pedrarias, joya de la catedral de León.

#### Granada
En la noche, desde la iglesia de la merced, sale el desfile Procesional con la imagen de Jesús del "Dulce Nombre" atado a la columna. Es una de las imágenes más representativas y de mayor perfección anatómica y corporal de Nicaragua, es completamente de tamaño natural y físicamente es muy precisa en su contextura corporal.

### Jueves Santo
En la mañana la Iglesia Católica, exalta a Cristo como sumo Pontífice de la Alianza Nueva y Eterna. En la Eucaristía, en que se conmemora lo antes mencionado, se bendicen los óleos de los Enfermos y Catecúmenos y se consagra el crisma que se utilizaran para ordenaciones, confirmaciones, bautismos, consagración de imágenes, dedicación de iglesias y altares. En esta solemnidad participa todo el clero, simbolizando la preeminencia del Obispo, sucesor de los apóstoles, y la unión con su presbiterio. En la misa Matutina abundan alabanzas que glorifican y honran a Jesús como eterno Sacerdote. 

### Triduo Pascual
La tarde de Jueves Santo está dedicada a Jesús Sacramentado. La Iglesia conmemora la última cena que tuvo Jesús con sus discípulos. Luego de las 3:00 p. m., que comienza el Triduo Pascual, y, a la hora más indicada, se celebra la Solemne Eucaristía de la Última Cena, y posteriormente hay Adoraciones Eucarísticas. Como manda la Iglesia, en esta Eucaristía no se imparte bendición, pues la celebración continua el Viernes Santo y termina el Sábado de Gloria. Al caer la noche en todas las ciudades nicaragüenses se efectúa la procesión del Silencio. 

#### León
Luego de la Solemne Eucaristía Vespertina de la Cena del Señor, los fieles y el Obispo inician una Procesión hacia la capilla el Sagrario de la Catedral de León, donde se guardara la Reserva de hostias que se utilizaran el día siguiente para los Oficios de la Pasión y Muerte del Señor. Luego la procesión se dirige a los Monumentos Eucarísticos preparados en 7 templos del centro histórico de la ciudad.
Al caer la noche, luego de la procesión hacia los Monumentos, Catedral saca a relucir su más preciado objeto, una astilla de la cruz de Cristo, en un relicario. Mientras las otras iglesias realizan la Procesión del Silencio.

### Viernes Santo
La Iglesia conmemora la Pasión y Muerte de Jesús. Entre los ritos de este día el más importante es los Oficios de la Pasión y Muerte del Señor. La ceremonia comienza sin canto ni saludo y con una notable austeridad. Luego de las Lecturas y breve homilía se adora la Cruz y se reparte la Sagrada Comunión que fue reservada el día anterior en el Sagrario preparado para la ocasión.
Para los fieles nicaragüenses es el día propicio para realizar actos de piedad. Es un día de mucha actividad religiosa y de gran simbolismo para el Catolicismo. En todo el país se realiza el Vía Crucis penitencial, caracterizado por ser el más largo de entre los Viacrucis que se realizaron en Cuaresma. La mayoría de ellos se realizan en la mañana con todo el calor que recibe la región. Generalmente el viacrucis se realiza antes de los Oficios.
Al caer la tarde y noche en la mayoría de los templos del país, se realiza una prédica antes de la procesión con la imagen de Jesús en el Santo entierro, la Virgen María y San Juan.
Al caer la noche muchas personas de toda Nicaragua visitan las alfombras pasionarias realizadas en el pueblo indígena de sutiaba un pueblo con mucha cultura y tradición.

### Sábado de Gloria
En este día no se desarrollan oficios litúrgicos, pues, la Iglesia está de duelo por la muerte de Cristo. Para este día la Iglesia promueve la contemplación de la sepultura de Jesús y la espera con María de la Gloriosa Resurrección. En la tarde, los fieles de todas las ciudades, salen en procesión con la Imagen de la Virgen Dolorosa, generalmente acompañada por la imagen de San Juan y las tres Marías.
En la noche, la Iglesia conmemora gozosa la Resurrección de Jesús, con la Solemne Vigilia Pascual concluye el Triduo Pascual. Esta Vigilia, denominada Madre de todas las Vigilias, está cargada de simbolismo. Es la noche es la que los cristianos esperan la resurrección de Cristo. Aunque la Vigilia se realice los sábados, en la liturgia, cuenta como Celebración del Domingo.

### Domingo de Resurrección
La Iglesia conmemora alegremente la Pascua, el paso de la Muerte a la vida de Jesús. En todas las ciudades se efectúa la Procesión de Cristo Resucitado, conocida como popularmente como Procesión del Encuentro. Al salir del templo, la imagen de Jesús Resucitado es acompañada por varones, además de los Monaguillos, el sacerdote y los filarmónicos; la imagen de María es acompañada por mujeres. Cada imagen sale por una calle distinta, haciendo alusión a que María va en busca de su hijo. Acompaña a la imagen de Jesús un ángel, que simbólicamente, le dice a Jesús que ha encontrado a su madre. Al final ambas imágenes se encuentran y regresan juntas al templo donde posteriormente se celebrará la Solemne Eucaristía de Resurrección. Con estas celebraciones se da por concluida la Semana Mayor.

## Tradiciones
Las procesiones religiosas de la Semana Mayor son acompañadas con marchas fúnebres.
Durante las fiestas de la Semana Santa la calle principal de Sutiaba, León, es recorrida por las Alfombras Pasionarias con escenas de la Pasión. El poeta Rubén Darío, en “Semana Santa en León y corpus en Guatemala” de su Autobiografías recordaría que "sobre el suelo se dibujaban alfombras que se coloreaban expresamente, con aserrín de rojo brasil o cedro, o amarillo mora; con trigo re ventado, con hojas, con flores, con desgranada flor de coyol."
En muchos lugares se hacen el ahorcamiento de Judas representado por un muñeco que luego es quemado y representaciones de la pasión de Cristo en los atrios de las iglesias. 

## Galería

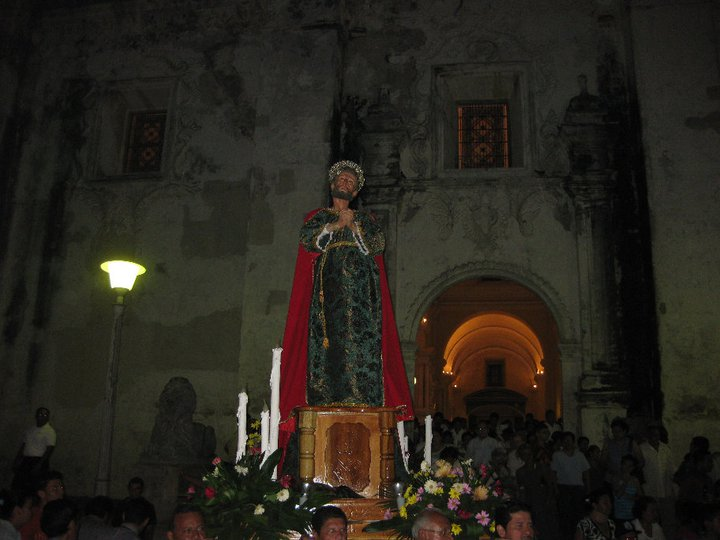
Procesión de la negación de San Pedro Apóstol del Martes Santo en la Basílica Catedral de León
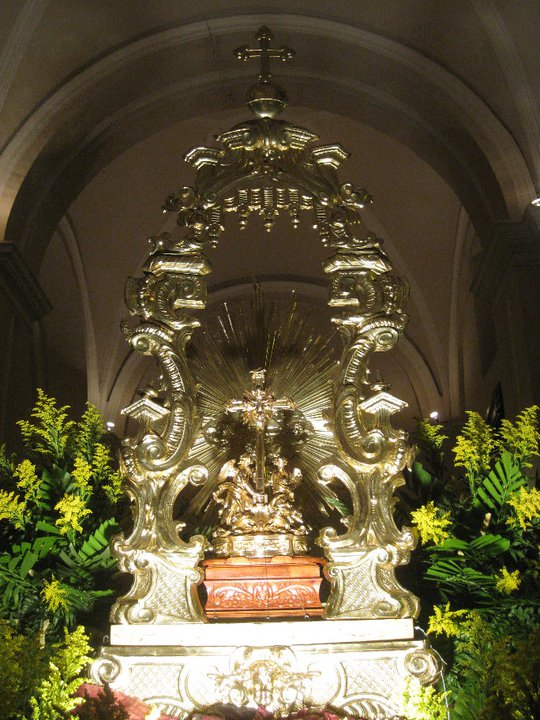
Procesión del Santo Lignum Crucis del Jueves Santo en la Basílica Catedral de León.
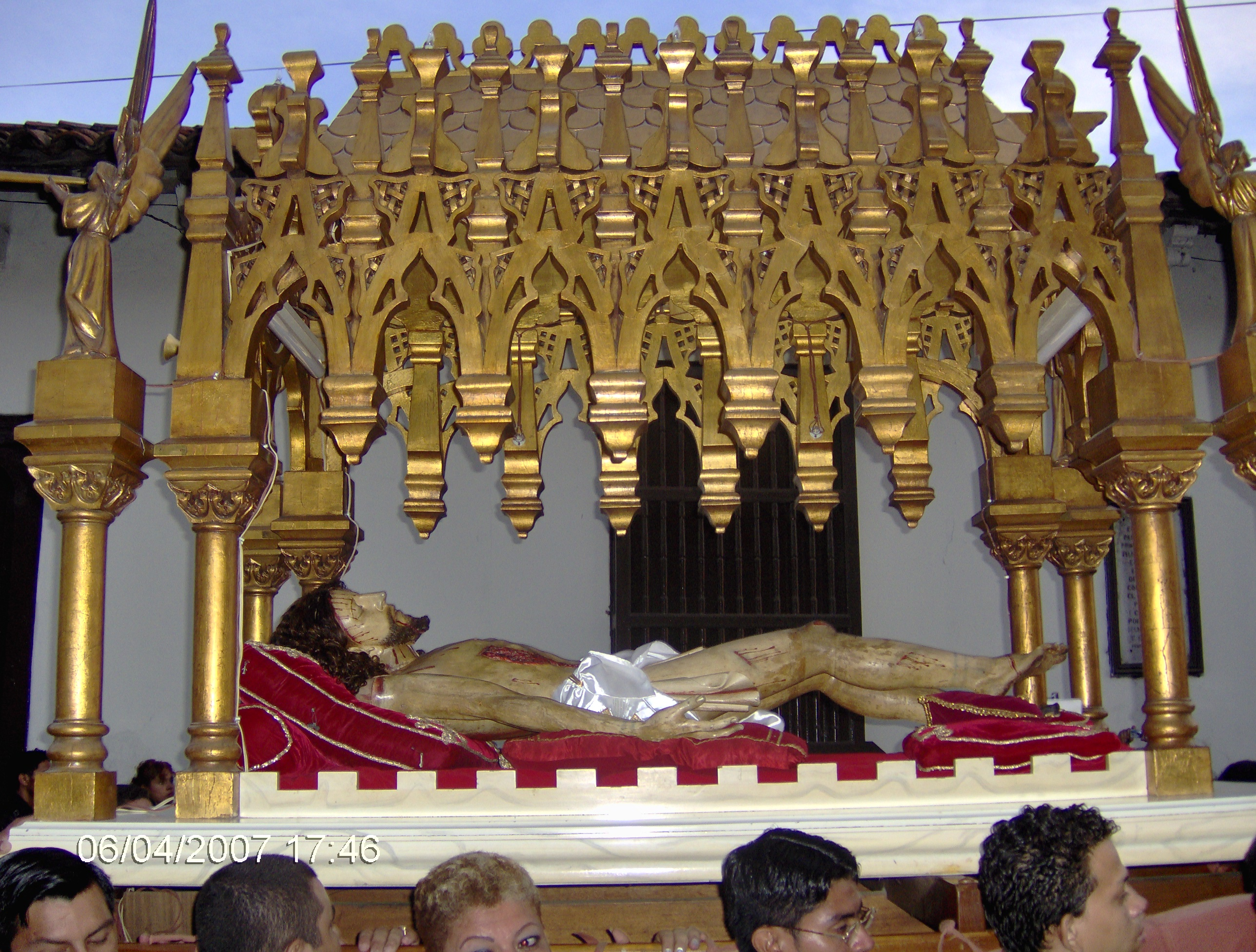
Imagen del Cristo Yacente en la Catedral de León
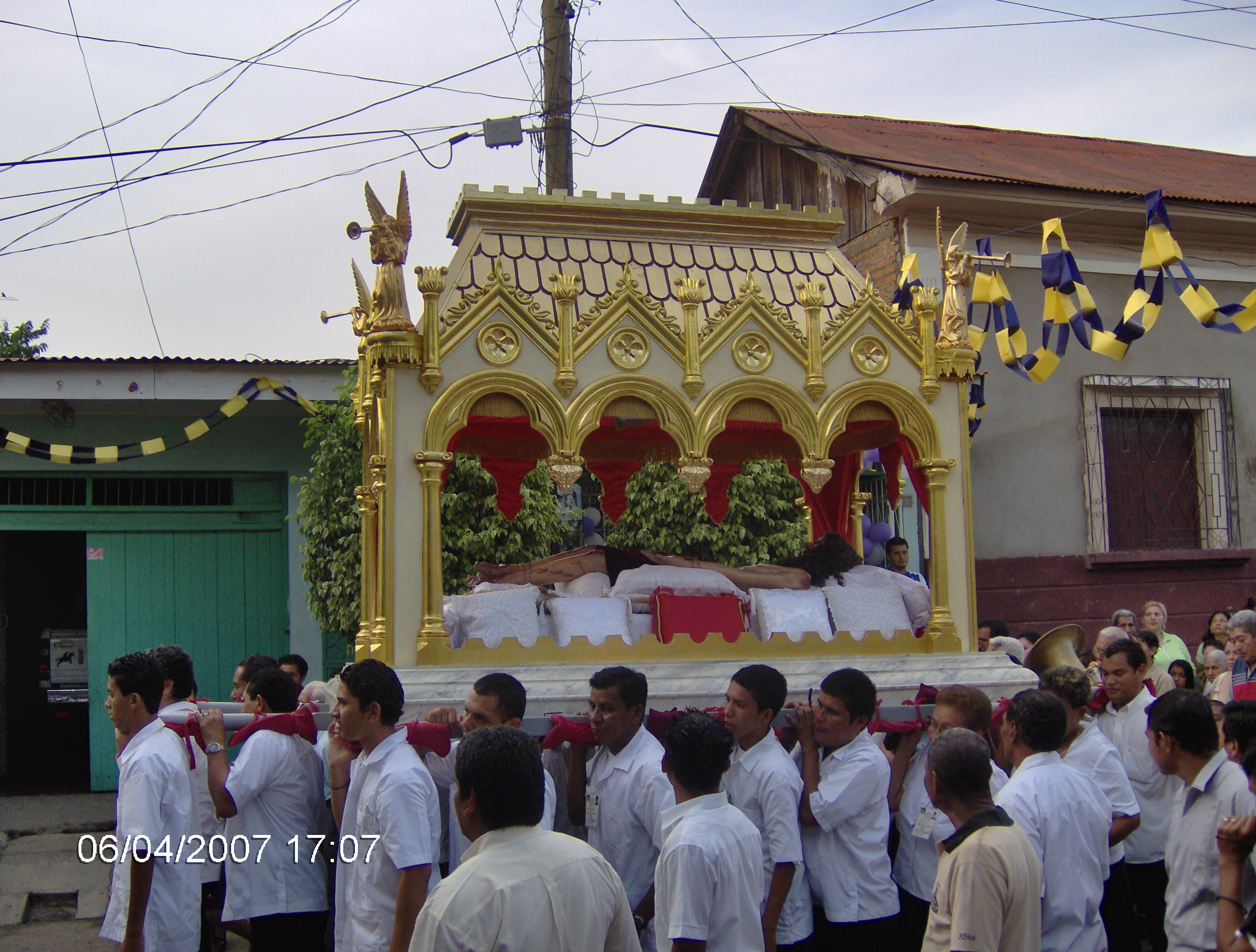
Procesión del Santo Entierro del Viernes Santo en la Iglesia Nuestra Señora de Guadalupe
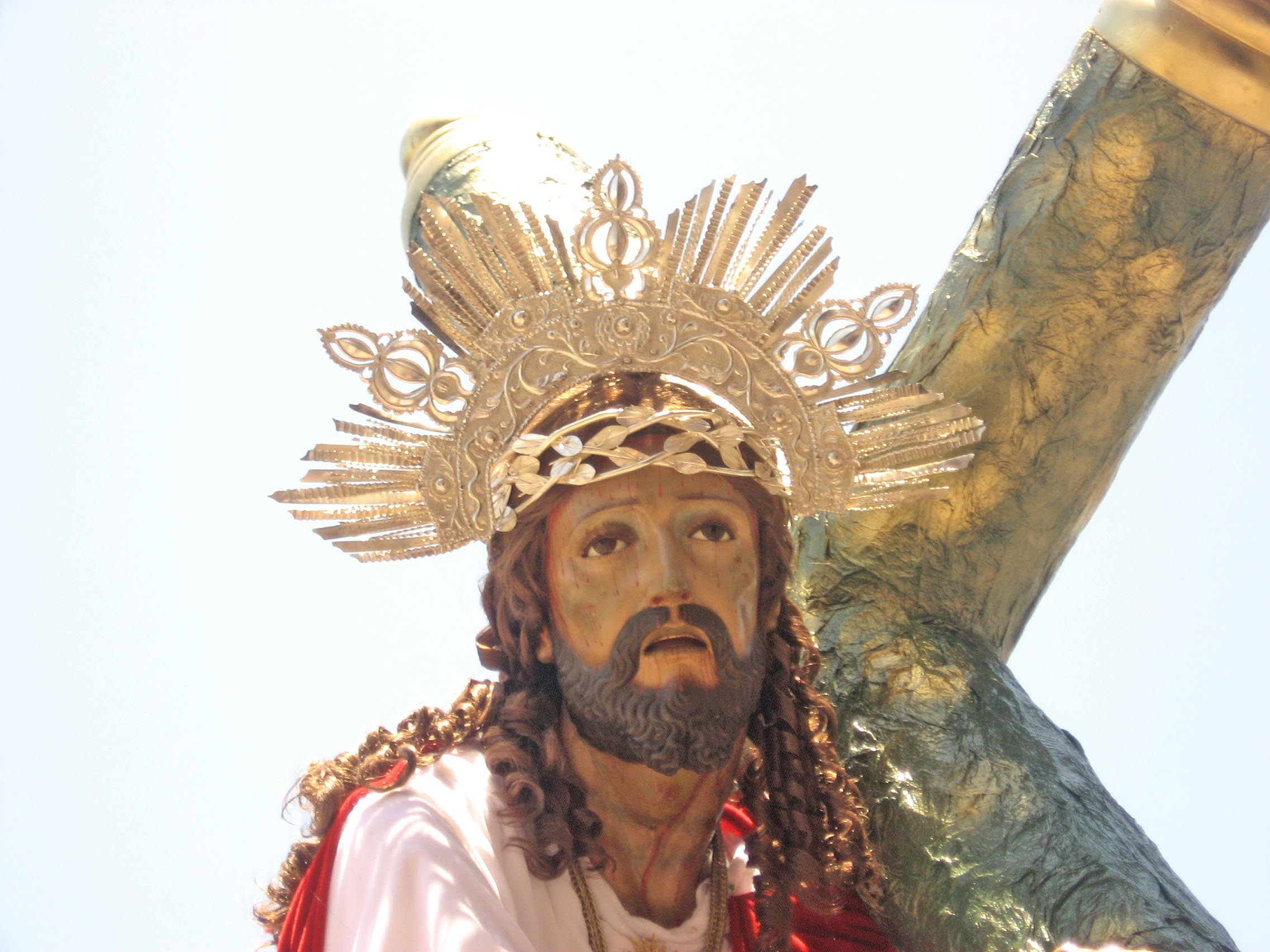
Imagen de Jesús del Gran Poder de la Merced en Granada
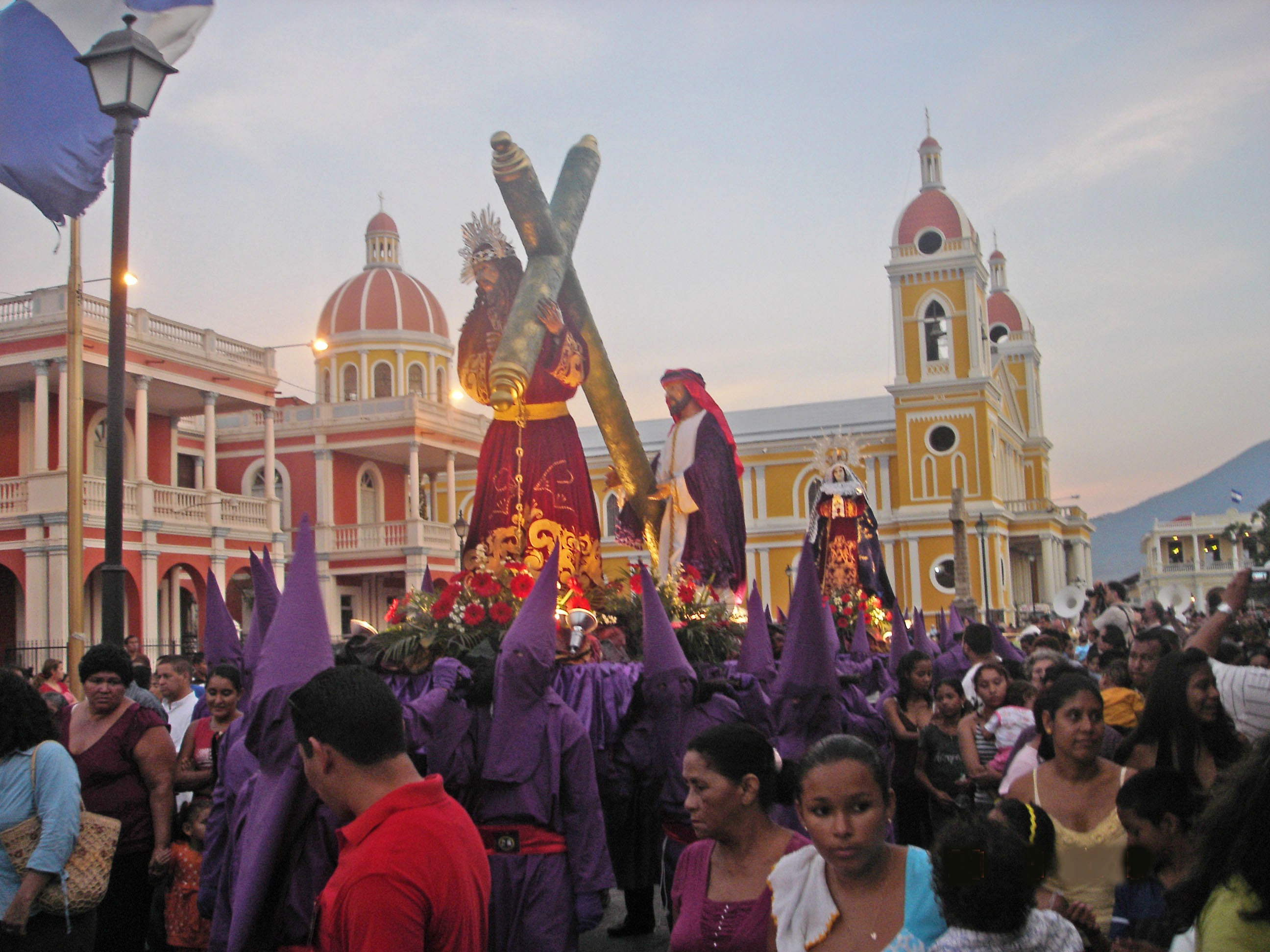
Procesión del Martes Santo de la Plaza de la Independencia en Granada
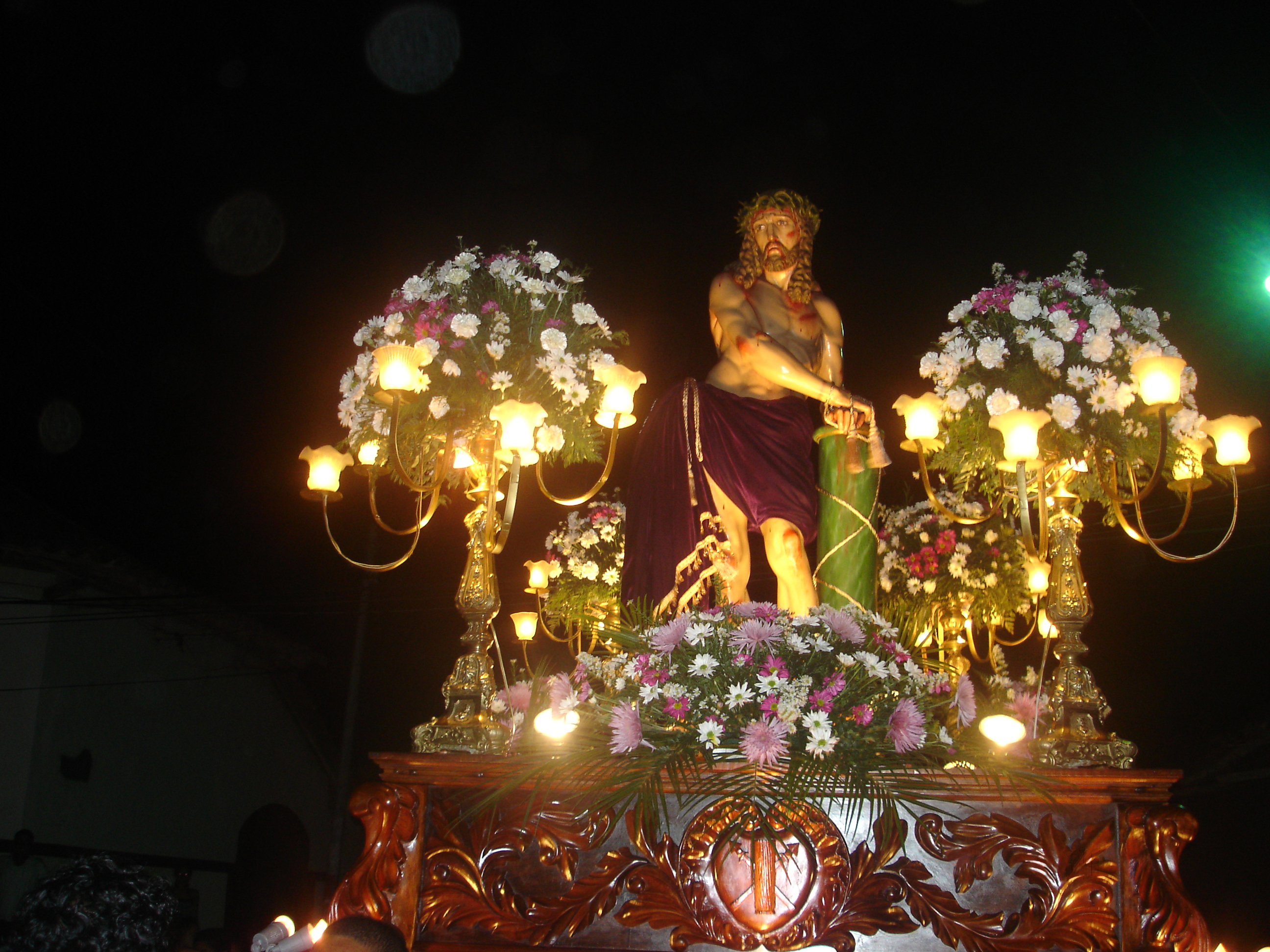
Procesión de Jesús atado a la columna del Miércoles Santo en Granada